# Червоный Гай (Житомирская область)
Червоный Гай (укр. Червоний Гай) — село на Украине, находится в Коростышевском районе Житомирской области.
Население по переписи 2001 года составляет 52 человека. Почтовый индекс — 12512. Телефонный код — 4130. Занимает площадь 0,317 км².

## Адрес местного совета
12512, Житомирская область, Коростышевский р-н, с.Слободка